# Гермель (район)
Гермель (араб. قضاء الهرمل‎‎) — один з 25 районів Лівану, входить до складу провінції Бекаа. Адміністративний центр — м. Гермель. На півдні та сході межує з районом Баальбек, на заході — з районами Мініє-Даніє та Аккар, на півночі проходить кордон з Сирією.
Адміністративно поділяється на 5 муніципалітетів.
Населені пункти:
- Гермель
- Джавар-ель-Хашіш
- Шувагір-ель-Тахта
- Шувагір-ель-Фаука
- Фіссан
- Касір
- Куах
- Каср-ель-Гермель
- Шарбін
- Загрін
- Каляат-Бакдаш
- Мааїсера
- Джебаб
- Хараїб
- Сабуба

| Ліван | Це незавершена стаття з географії Лівану. Ви можете допомогти проєкту, виправивши або дописавши її. |